# Konjščica (Medija)
Konjščica je levi pritok potoka Kotredeščica, ki se izliva v potok Medija, ta pa se nato pri naselju Zagorje ob Savi kot levi pritok izliva v reko Savo.